# Лето в феврале
«Лето в феврале» (англ. Summer in February) — британский фильм-драма, снятый в 2013 году режиссёром Кристофером Менолом.

## Сюжет
Основанная на реальных событиях история любовного треугольника, участниками которого стали выдающийся английский художник Альфред Джеймс Маннингс, его супруга Флоренс и друг семьи Гилберт Эванс.

## В ролях
- Эмили Браунинг — Флоренс Картер-Вуд
- Дэн Стивенс — Гилберт Эванс
- Доминик Купер — Альфред Джеймс Маннингс
- Хэтти Морахан — Лаура Найт
- Шон Дингуолл — Гарольд Найт
- Миа Остин — Долли
- Макс Дикон — Джоуи Картер-Вуд

## Награды и номинации
| Список наград и номинаций              | Список наград и номинаций | Список наград и номинаций                       | Список наград и номинаций |
| Кинопремия                             | Дата церемонии            | Категория                                       | Результат                 |
| -------------------------------------- | ------------------------- | ----------------------------------------------- | ------------------------- |
| Hollywood Music in Media Awards        | 2013                      | Лучшая песня / музыка — специальное выступление | Победа                    |
| International Film Music Critics Award | 2014                      | Лучшая музыка к фильму — драма                  | Номинация                 |
| World Soundtrack Awards                | 2013                      | Открытие года                                   | Номинация                 |